# Триана, Хосе Херонимо
Хосе Херонимо Триана (исп. José Jéronimo Triana; 1828, Богота — 1890, Париж, Франция) — колумбийский ботаник и врач.

## Биография
Хосе Херонимо Триана родился в Боготе 22 мая 1828 года.
Он был сыном педагога Хосе Мария Триана, который сумел привить сыну любовь к науке. Триана изучал медицину, и её изучение способствовало развитию в нём склонности к естественным наукам. Писал статьи о полезных растениях в газете El Día. В 1851, 1852, 1853, 1854, 1855 и 1856 году Хосе Херонимо Триана совершил поездки в различные регионы. В результате проведённой в поездках работы собрал богатый гербарий. Триана внёс значительный вклад в ботанику, описав множество видов растений. Хосе Херонимо Триана умер в Париже 31 октября 1890 года.

## Научная деятельность
Хосе Херонимо Триана специализировался на папоротниковидных и на семенных растениях.

## Научные работы
- Nuevos géneros y especies de plantas para la flora neogranadina. 1855.
- Flora colombiana. 1856.
- Monografía de las gutíferas. 1856.
- Prodomus Florae Novo-Granntensis. 1862—1867.
- Las Melastomáceas. 1865.
- La Quinología de Mutis. 1872.